# ناآشناپنداری
در روانشناسی، ناآشناپنداری یا ژامِی-وو (به انگلیسی: jamais vu) ‎/ˈʒæmeɪ ˈvuː/‎، که در فرانسوی به معنی «هرگز دیده‌نشده» است، پدیدهٔ تجربهٔ موقعیتی است که فرد به نحوی آن را می‌شناسد، اما با این وجود جدید و ناآشنا به نظر می‌رسد.

## بررسی اجمالی
ناآشناپنداری که غالباً برعکس آشناپنداری توصیف می‌شود، شامل یک حس غرابت و تصور مشاهده‌گر از دیدن موقعیت برای بار اول می‌شود، علی‌رغم اینکه منطقاً می‌داند قبلاً در این موقعیت بوده‌است. ناآشناپنداری گاهی اوقات با انواع خاصی از زبان‌پریشی، فراموشی و صرع همراه است.
ناآشناپنداری اغلب هنگامی تجربه می‌شود که شخص برای لحظه‌ای یک کلمه یا، کمتر رایج، شخص یا مکانی، را که می‌شناسد تشخیص نمی‌دهد. هر کسی با نوشتن یا گفتن یک کلمه خاص با صدای بلند به صورت مکرر می‌تواند چنین چیزی را تجربه کند. فرد بعد از چند ثانیه، اغلب با وجود دانستن اینکه این یک کلمهٔ واقعی است، احساس می‌کند که «این کلمه اصلاً واقعی به نظر نمی‌رسد».
این پدیده اغلب با دِی‌ژا-وو و پرسکه-وو (نوک زبان، تحت‌الفظی "تقریباً دیده‌شده") گروه‌بندی می‌شود.

## علل
ناآشناپنداری می‌تواند در اثر حمله صرعی ایجاد شود.

## پدیده‌های مرتبط
- آشناپنداری: داشتن احساس قدرتمندی که یک رویداد یا تجربه‌ای که در حال تجربه‌شدن است، در گذشته تجربه شده‌است، خواه در واقع اتفاق افتاده باشد یا نه. در فرانسوی، به معنای «قبلاً دیده‌شده» است.
- نوک زبان: تقریباً، اما نه کاملاً، به یاد آوردن چیزی.